# Bílinská kyselka

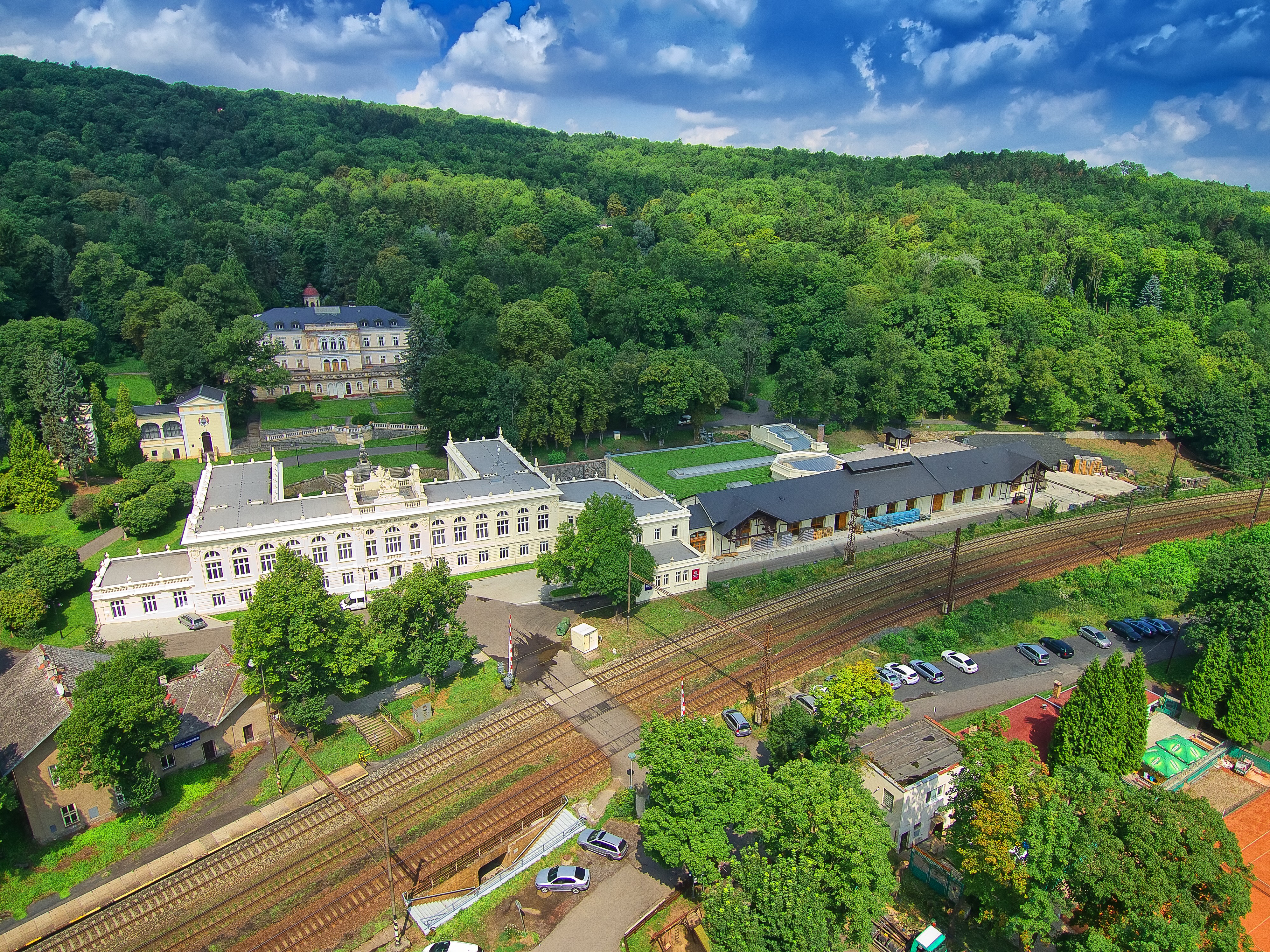
Zřídelní komplex Bílinské kyselky v roce 2017.

Bílinská kyselka je minerální voda silně mineralizovaná, uhličitá, se zvýšeným obsahem kyseliny křemičité a fluoridů, studená, hypotonická, stabilní, pro léčebné využití ve smyslu vyhlášky 432/2001 Sb. Podle této definice jí také přísluší označení léčivá, lázeňský pramen. Jedná se o přírodní léčivý zdroj (PLZ) vody, definovaný lázeňským zákonem 164/2001 Sb. Pramení v Českém středohoří u města Bíliny. Čerpá se z hloubky 190,8 m ze zdrojů nacházejících se v masivu Ovčího vrchu (dříve Kaňkova). Bílinská kyselka patří mezi přírodní alkalické hydrogenuhličitanové kyselky s vysokou koncentrací minerálních látek (5 až 7 gramů na 1 litr). Díky vysokému obsahu volného oxidu uhličitého je přirozeně perlivá. (Odtud název kyselka) Z kationtů obsahuje zejména sodík, draslík, vápník, hořčík a železo, z aniontů chlorid, síran, fluorid a hydrogenuhličitan. Teplota vyvěrající vody je mezi 8 a 15 °C.
Od 16. století se plnila tato léčivá minerální voda do hliněných džbánků, které se zalévaly voskem a expedovaly zákazníkům do dalekého okolí. Léčivé prameny z Bílinských zdrojů se zpočátku nejvíce užívaly v blízkých lázních Teplice v Čechách.

## Historie
V roce 1513 král Vladislav II. Jagellonský zrušil lenní závislost hradu v Bílině a potvrdil Lobkovicům držení hradu. Děpold z Lobkovic uznal bílinským měšťanům již dříve platná privilegia. Již kronikář Václav Hájek z Libočan uvádí, že čeledín českého zemana Kašťala jednou při honu objevil pramen perlivé vody, která měla zvláštní fyziologické účinky.

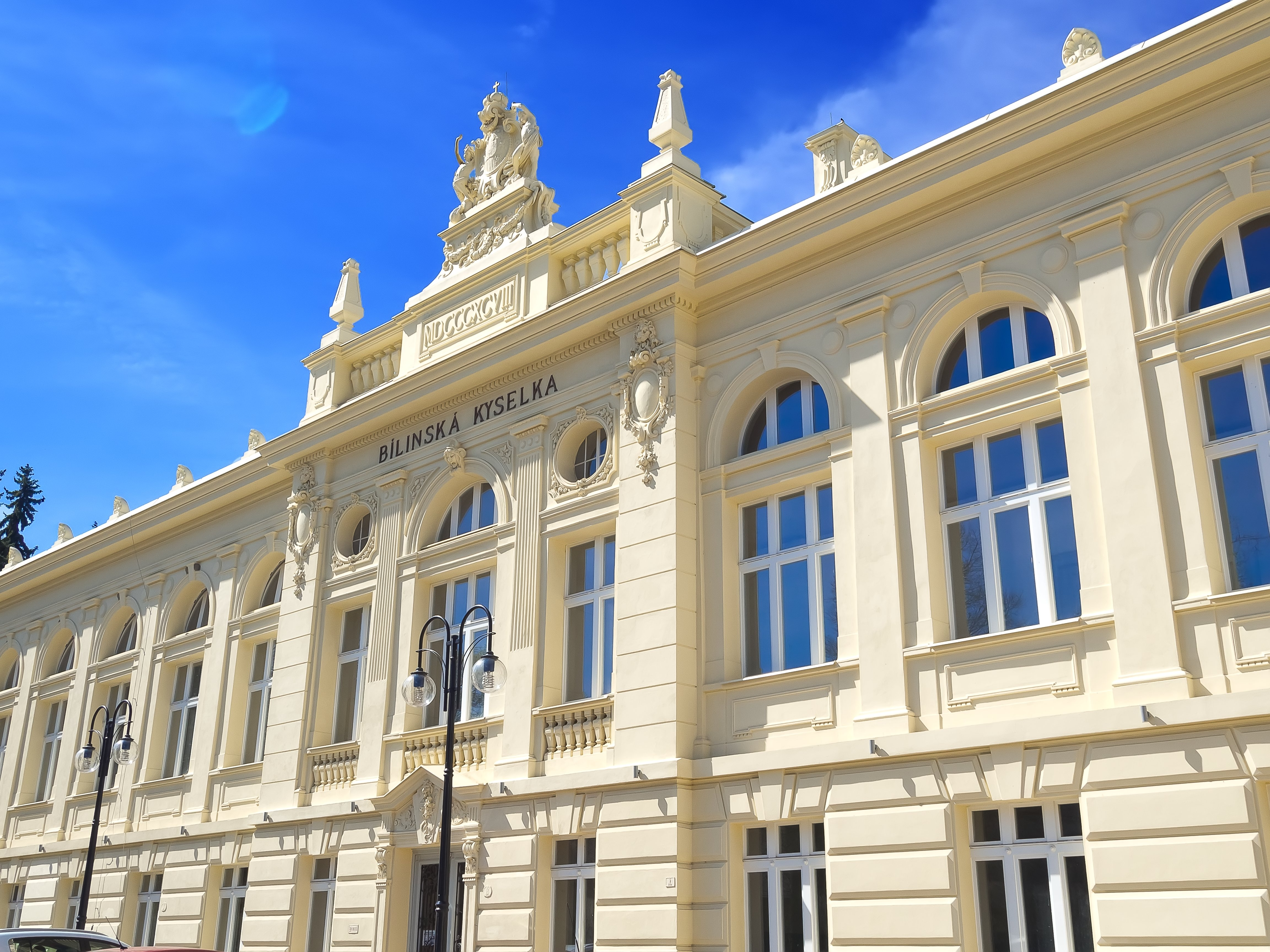
Zřídelní budova Bílinské kyselky z roku 1899

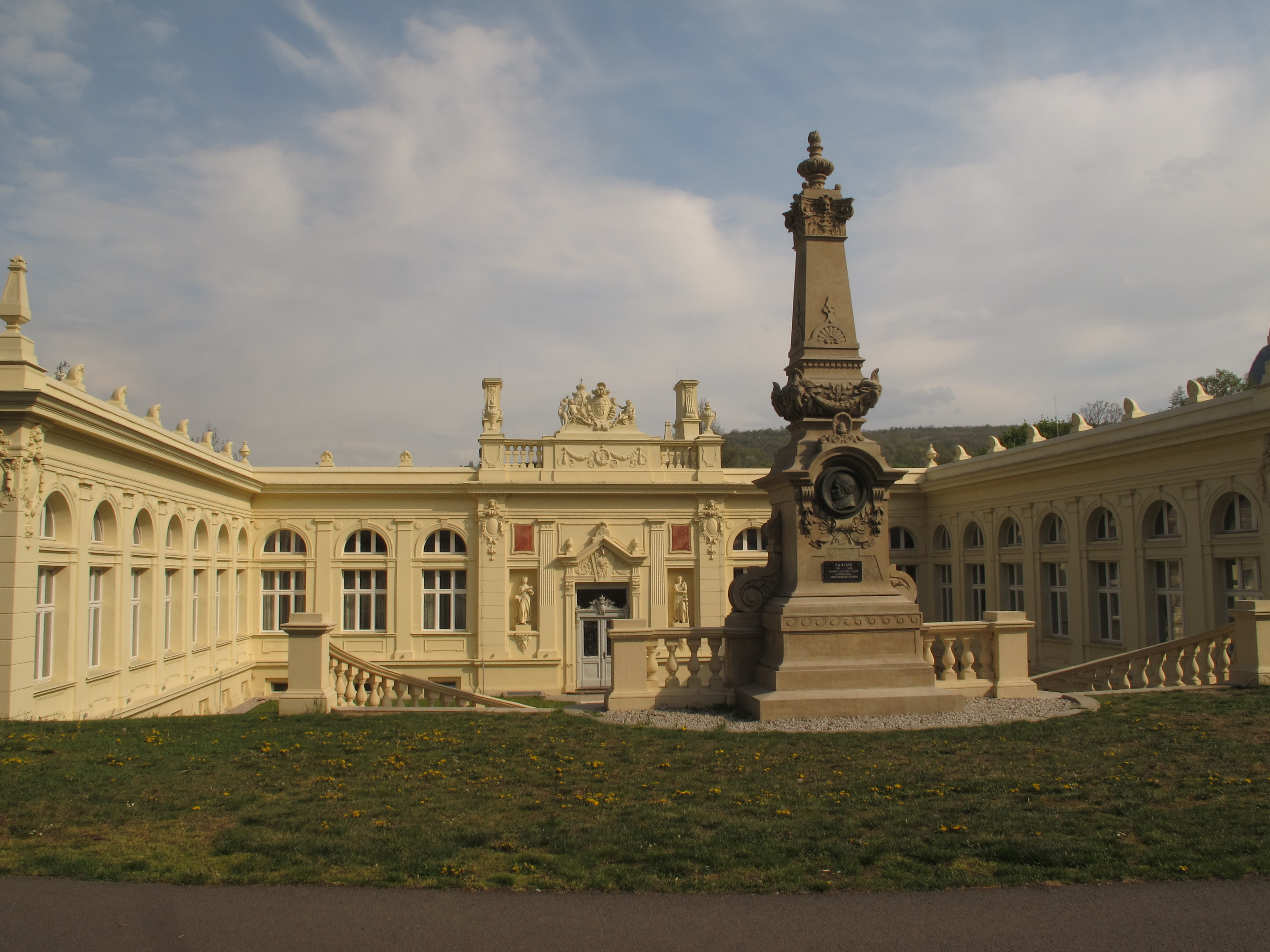
Zřídelní továrna v Bílině s pámatníkem otce a syna Reussů

Ještě začátkem 18. století se odebírala Bílinská kyselka z nedostatku pitné vody i pro domácí potřebu. Teprve roku 1761 byla očištěna od „divokých vod“. Do reservoárů z pískovcových kamenů byly svedeny všechny tři tehdejší prameny kyselky a tyto obehnány zdí. O dvě desetiletí později měla již Bílinská kyselka odběratele doma i v cizině a jejich počet stále rostl. Nejrozšířenějším obchodním jménem byl německý tvar Biliner Sauerbrunn. Pro zvládnutí zvyšujícího se odbytu byl postaven nový dům – balírna a expedice. Kníže František Josef z Lobkovic, majitel Bíliny provedl nákladné adaptace pramenů. K okrášlení prostředí pokryl pramen vkusným templem, zděnou stavbou s dřevěnou promenádní kolonádou.
Od roku 1782 byly díky odborným publikacím známy léčebné vlastnosti minerální vody, jak o tom svědčí původní latinský nápis na mramorové desce zasazené v čele lázeňské terasy. Kvalita Bílinské kyselky a přispěla k jejímu rozšíření do řady evropských zemí. V roce 1786 bylo rozesláno 42 000 džbánků, v roce 1850 již 109 559 džbánků a v roce 1900 to bylo 4 315 307 džbánků. Byla postavena hrnčírna, ve které se tyto džbánky vyráběly. Z této doby pocházejí také některé první lázeňské budovy lázní Bílina.
Velký podíl na rozvoji a využití minerálních zdrojů měli vědci Franz Ambrosius Reuss, později jeho syn August Emanuel von Reuss. První z uváděných byl geolog a později balneolog, autor řady odborných knih. Jeho syn, mineralog, lékař a profesor na univerzitě v Praze a ve Vídni, působil později v Bílině jako lázeňský lékař. Řadou provedených rozborů přispěli k odbornému využití Bílinské kyselky, která je již v prvních tištěných encyklopediích zmiňována jako "známá po celém civilizovaném světě". Lékaři už tehdy doporučovali Bílinskou kyselku při nemocech dýchacích cest, při záduše, při počátečním stadiu onemocnění tuberkulózou plic, při onemocnění ledvin a močových cest, zvláště pak při výskytu kamenů i písku, dále revmatismu a v neposlední řadě při poruchách nervového systému, jako při hysterii a hypochondrii.

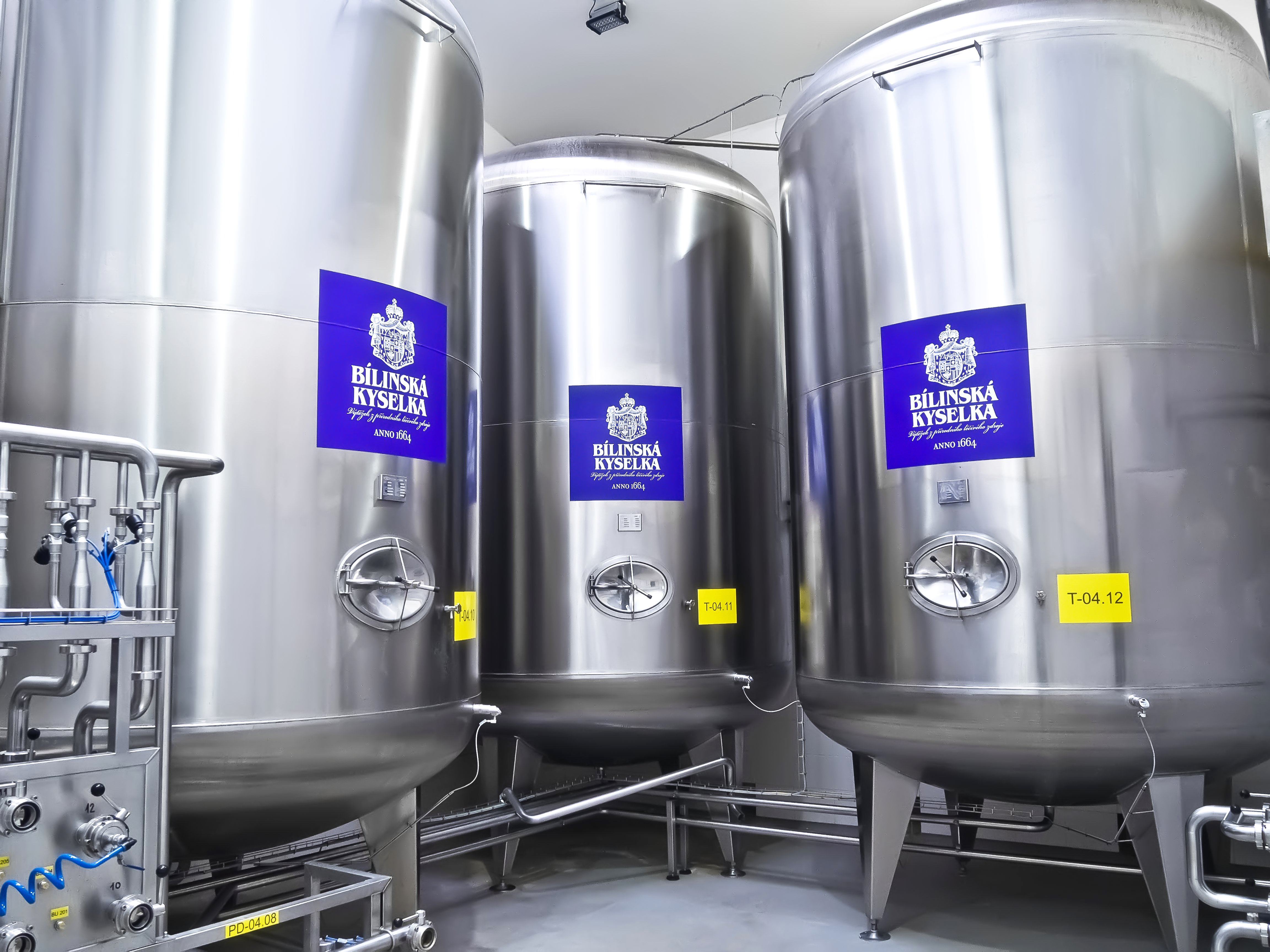
Dvacetitunové nádrže pro akumulaci lázeňského pramene Bílinská kyselka před stáčením ve výrobní dávce

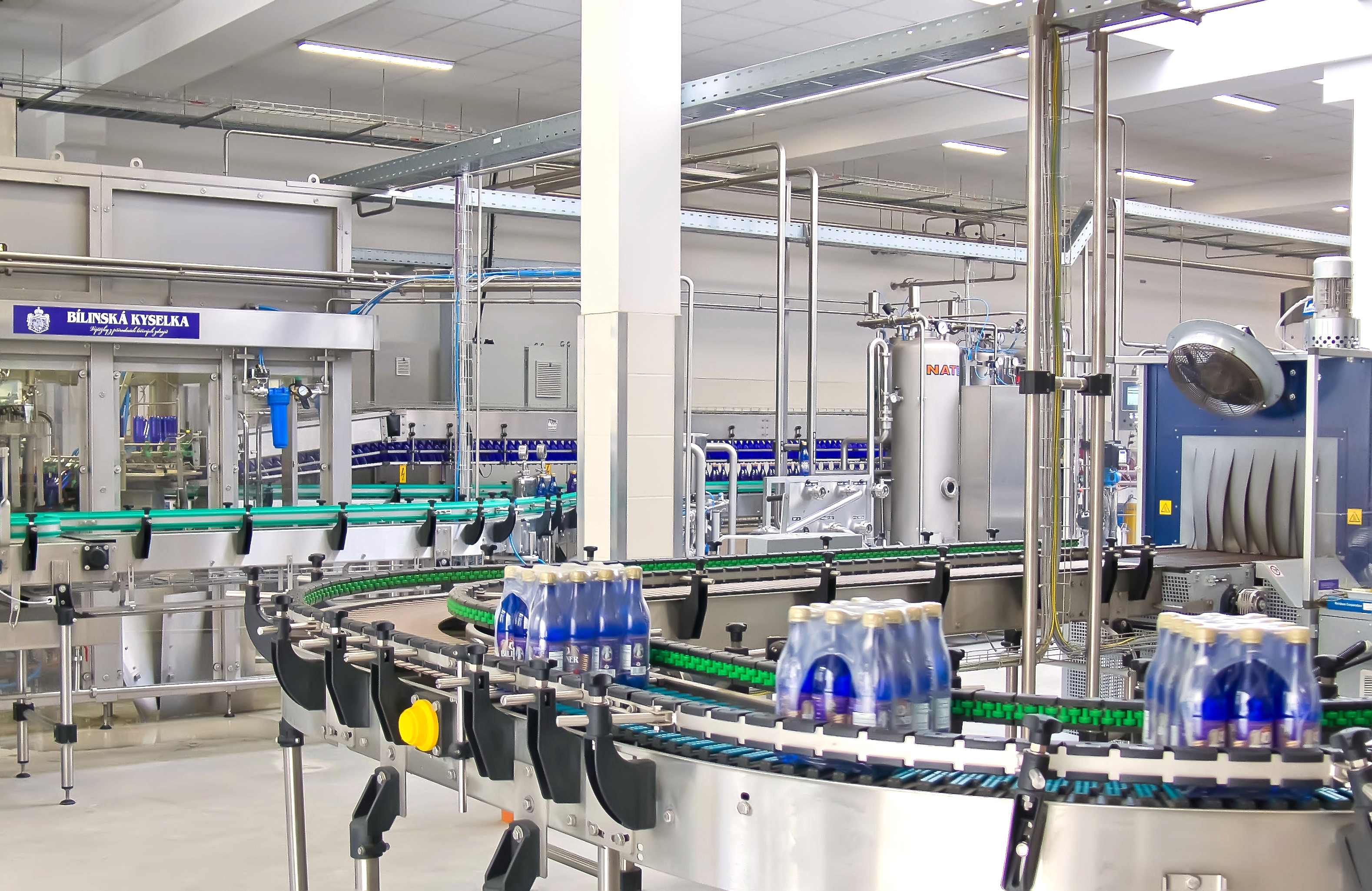
Výroba baleného lázeňského pramene Bílinská kyselka v podzemním závodě stáčírny

Rozesílka Bílinské kyselky a Zaječické hořké vody je zobrazena podle zápisů v hlavní knize, list B za léta 1797–1802 na přiložené kopii mapky. Uvedená hlavní kniha se uchovala a je uložena ve Státním oblastním archivu v Litoměřicích. Obchodní aktivity Bílinské kyselky jsou však prokazatelně doloženy v archiváliích rodu Lobkowiczů již od roku 1664. Například s tehdejším ruským carstvím obchodoval podnik již na přelomu 18. a 19. století. Dodávky kyselky do Moskvy realizovali v období 1798 až 1802 M. A. Bollmann a Zenker & Colley. Do Petrohradu zajišťovali export v téže době Johan Asmus Kranse a Dr. Christian Thal. Lobkovická knížecí stáčírna si ale nechala ochránit pro Ruský trh obchodní značku a výrobek až v roce 1910, neboť Bílinská kyselka je zároveň i přesný místopisný a odborný název vody. Největšího rozmachu dosáhla Bílinská kyselka na přelomu 19. a 20. století, kdy byla vyvážena do celého světa, např. až do Ria de Janeira.

## Současná produkce výtěžku z přírodního léčivého zdroje
V současné době zajišťuje distribuci Bílinské kyselky do celého světa firma Bohemia Healing Marienbad Waters. O minerální přirozeně perlivou vodu těchto vlastností je ve světě velký zájem, obzvláště proto, že není při balení do spotřebitelských obalů dodatečně technicky upravována. Využívání tohoto výtěžku z přírodního léčivého zdroje nachází nové využití u milovníků potravin připravených bez technických zásahů a úprav.

## Hydrogeologie
Bílinská kyselka je nejvyýchodnějším výskytem kyselky v Krušnohorské soustavě. Vzniká v hloubce několika set metrů v rule reakcí podzemní vody s rozpuštěným oxidem uhličitým, rozkladem slíd a alumosilikátových systémů. Oxid uhličitý je hlubinného původu a stoupá díky tektonickým podmínkám. Samotná minerální voda stoupá k povrchu v souvislosti s výzdvihem kry bílinského krystalinika nebo s granitoidními tělesy, z nichž jedno bylo zjištěno u zaniklé vesnice Jenišův Újezd. Voda byla jímána z řady pramenů, které ve druhé polovině devatenáctého století nahradily vrty a později rozměrná šachta s obdélným půdorysem 4 × 9 metrů ve spodní části a hloubkou přibližně 32 metrů. Dokončena byla v letech 1938–1939. Posledním zdrojem vody se staly až 130 metrů hluboké vrty, které umožnily odběr až 27 litrů za minutu. Z těchto vrtů je vrt BJ6 Bílinská kyselka (přibližně v místě původního Joseph Quelle – Josefova pramene) určen MZ ČR ke stáčení do spotřebitelských obalů, vrty V1 (přibližně Moritz Quelle – Mořicův pramen) a V3 (přibližně Gemeinde Quelle – Obecní pramen) jsou vrty záložní a zdroje určené pro případný lázeňský provoz a veřejně přístupné pítko. Složení záložních pramenů je však výrazně jiné a není podobné balené Bílinské kyselce, jedná se o sirný pramen s podlimitním množstvím kysličníku uhličitého.

## Chemické složení
| Rozbor [mg/l]     | Celková mineralizace (TDS) | Rozpuštěný CO2 | Horčík Mg2+ | Vápník Ca2+ | Sodík Na+ | Draslík K+ | Lithium Li+ | Fluorid F− | Chlorid Cl− | Hydrogenuhličitan HCO3− | Síran SO4− | SiO2  | Poznámka             |
| ----------------- | -------------------------- | -------------- | ----------- | ----------- | --------- | ---------- | ----------- | ---------- | ----------- | ----------------------- | ---------- | ----- | -------------------- |
| 9. září 1997      | 7458                       | 2243           | 46,49       | 145,2       | 1802      | 89,5       | 3,79        | 5,31       | 232,7       | 4491                    | 575        | 42,49 | Fe 1,18 mg/l         |
| 27. březen 2002   | 7357                       | 2067           | 45,14       | 133,8       | 1743      | 90,76      | 3,67        | 4,48       | 230,1       | 4471                    | 574        | 52,1  | [ 2 ]                |
| 7. srpen 2009     | 7453                       | 2114           | 45,60       | 144,0       | 1770      | 81,20      | 3,90        | 5,50       | 224         | 4545                    | 568        |       | nedis. souč. 57 mg/l |
| 20. prosince 2018 | 7276                       | 2410           | 41,8        | 139         | 1720      | 82         | 4,33        | 5,58       | 225         | 4370                    | 626        |       | pH při 16 °C - 6,7   |

## Diagnózy pro užití pitné kúry
- dg I – onemocnění dýchacích orgánů (pití, inhalace)
- dg II – choroby žaludku (překyselení, pálení žáhy, tvoření vředů, katar) a vleklé onemocnění slinivky břišní
- dg III – nemoci ledvin a močového měchýře (některé záněty, prevence tvoření kaménků)
- dg IV – onemocnění jater a žlučníku
- dg V – dna, dnavé kaménky

## Galerie

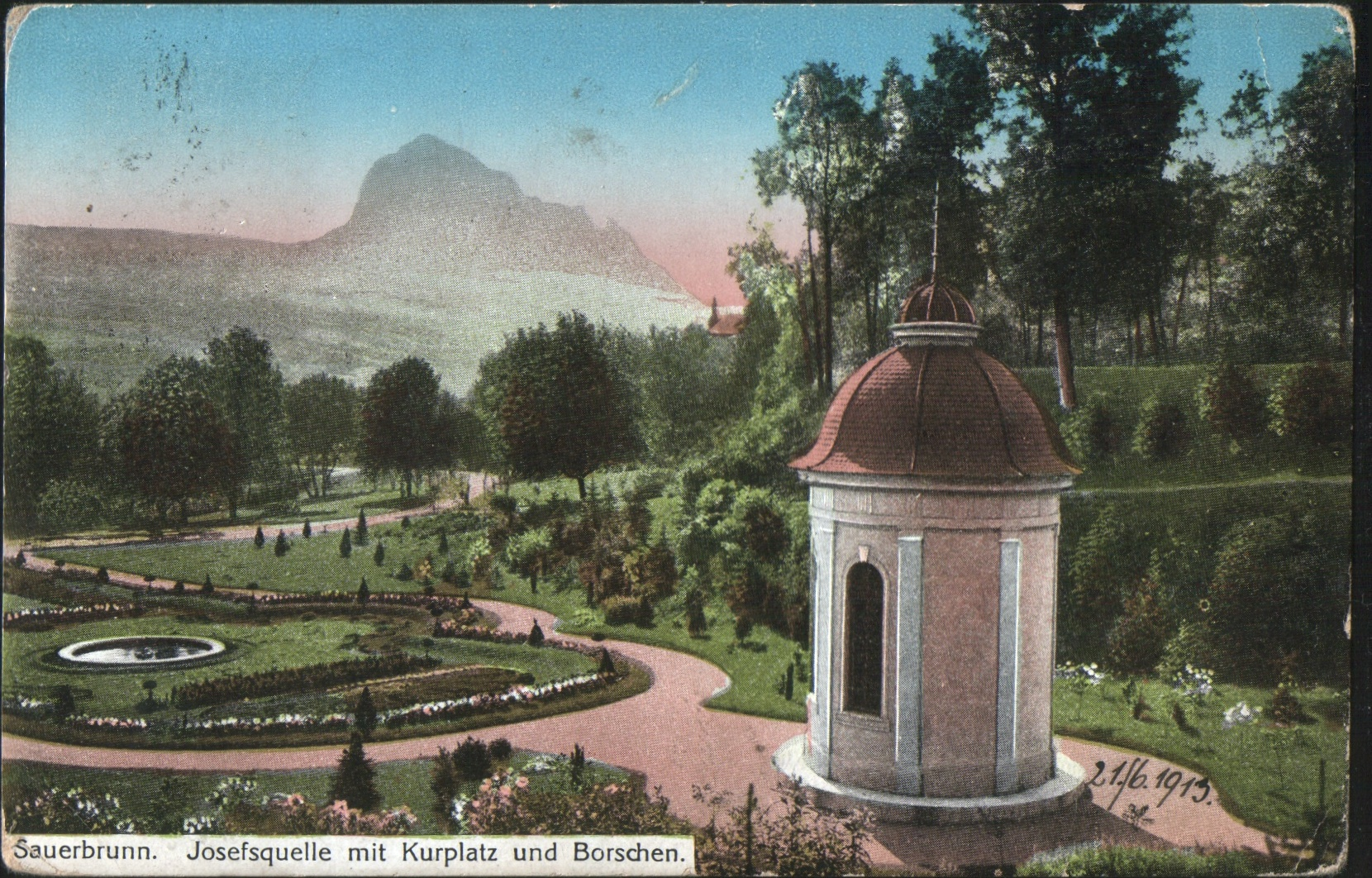
Pramen Bílinské kyselky s názvem Josefův pramen s výhledem na Bořeň na pohlednici z roku 1906
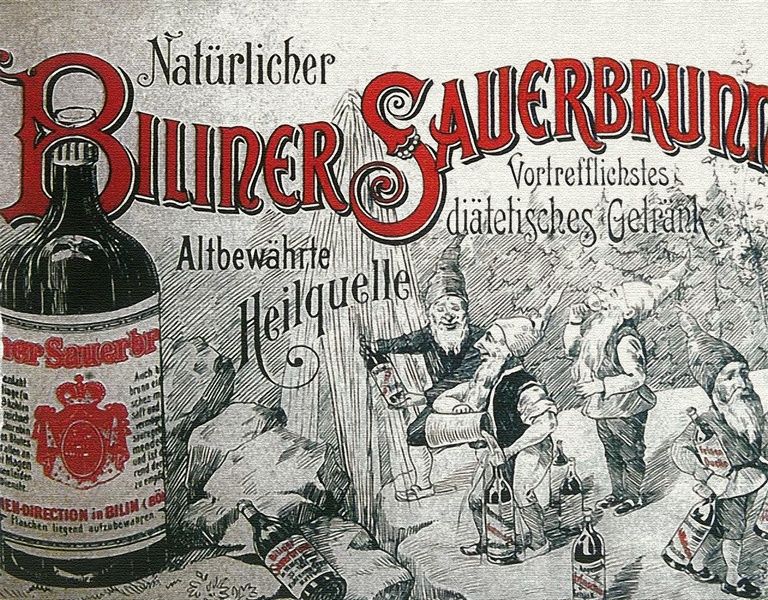
Etiketa pro distribuci v Německu
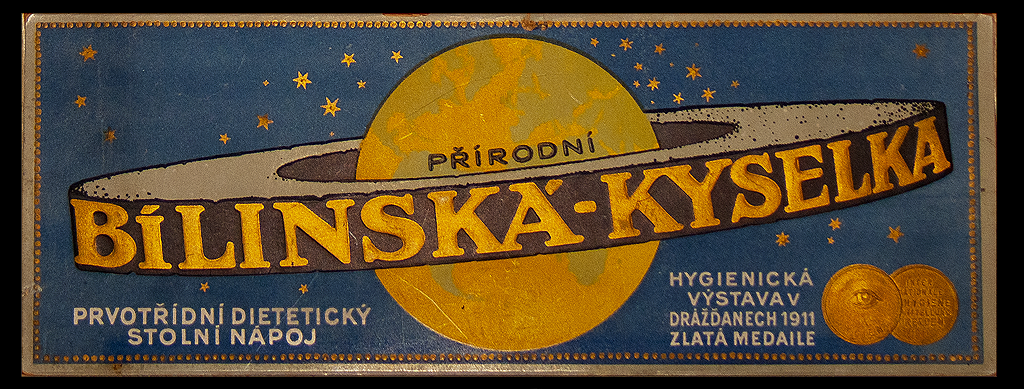
Plaketa k příležitosti udělení jedné ze zlatých medailí
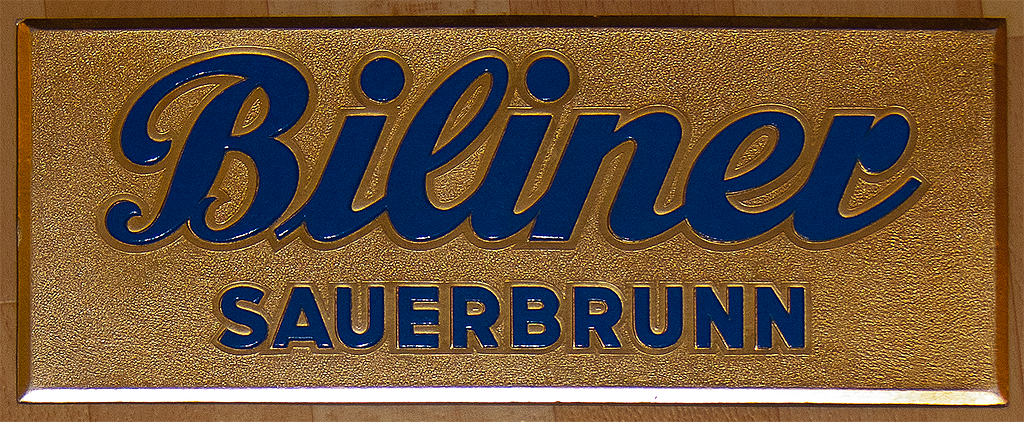
Zlatá plaketka Biliner Sauerbrunn
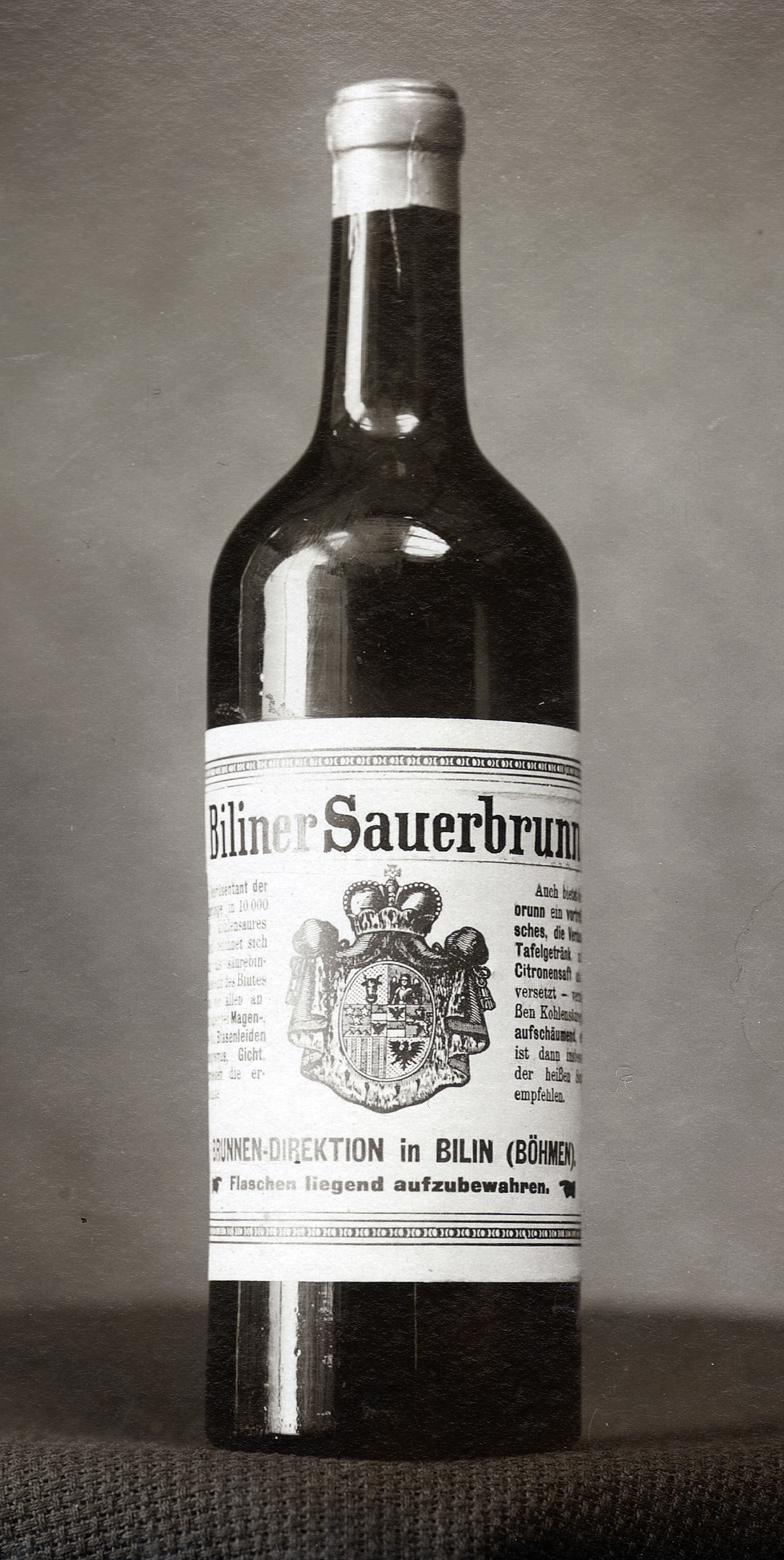
Láhev s Bílinskou kyselkou z 19. století
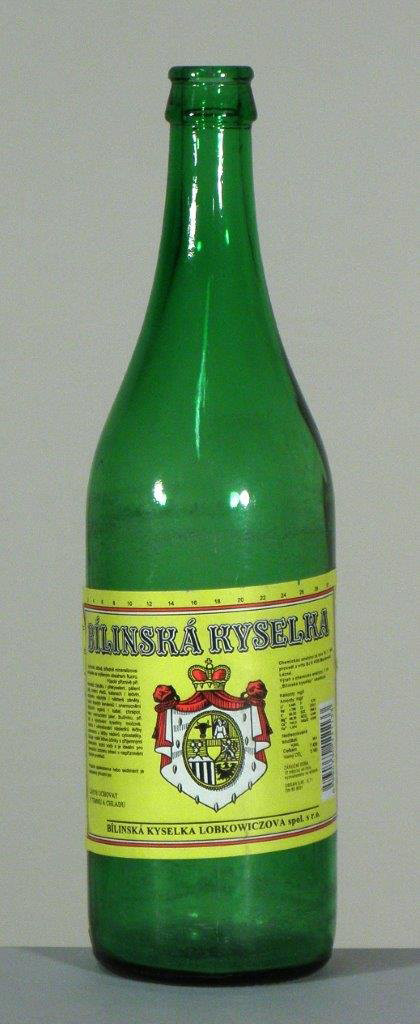
Zelená skleněná lahev Bílinské kyselky typická pro československý socialistický trh
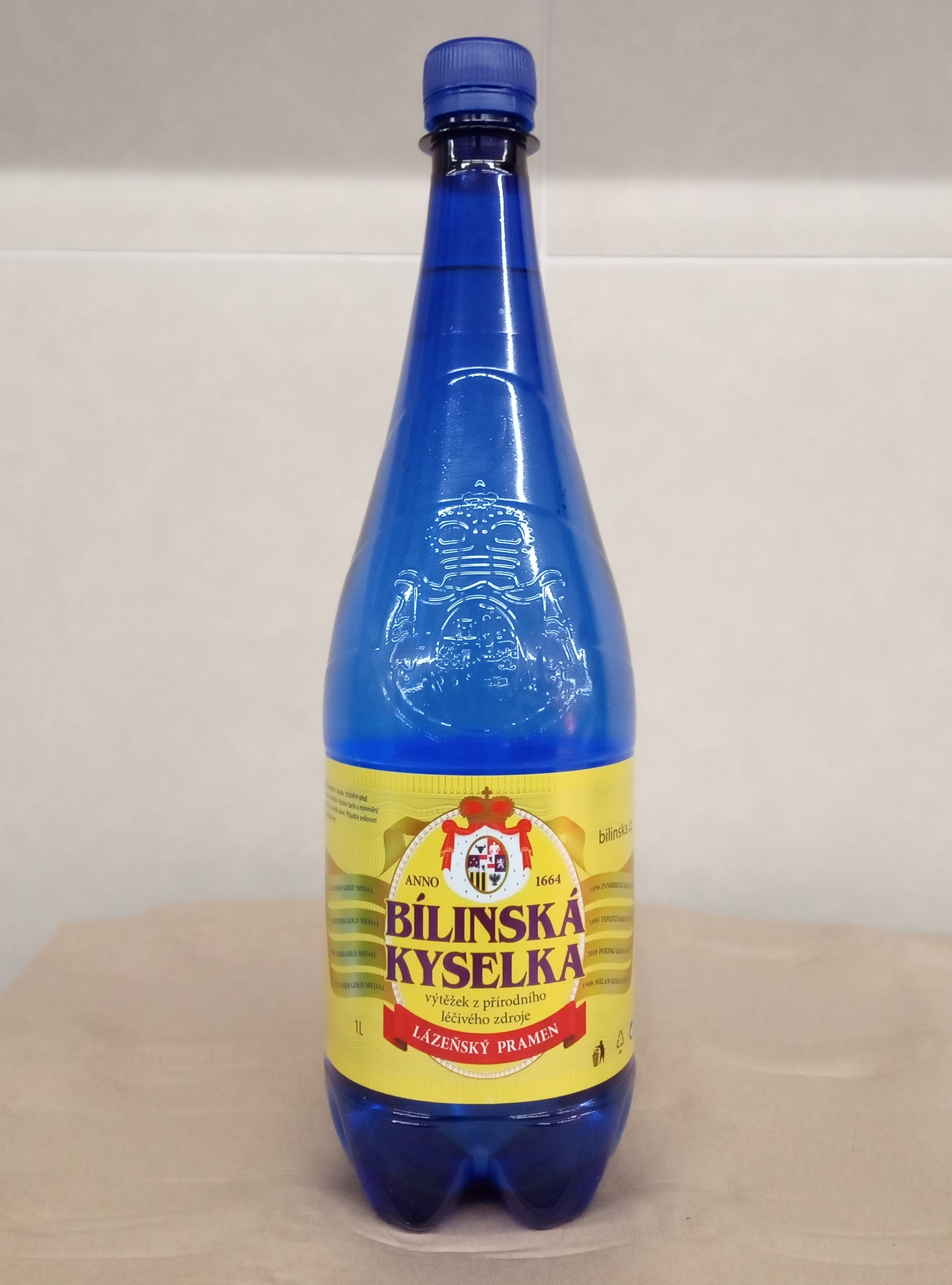
Bílinská kyselka v PET láhvi, rok 2021